# Prochoerodes lineola
Prochoerodes lineola là một loài bướm đêm trong họ Geometridae.

## Hình ảnh

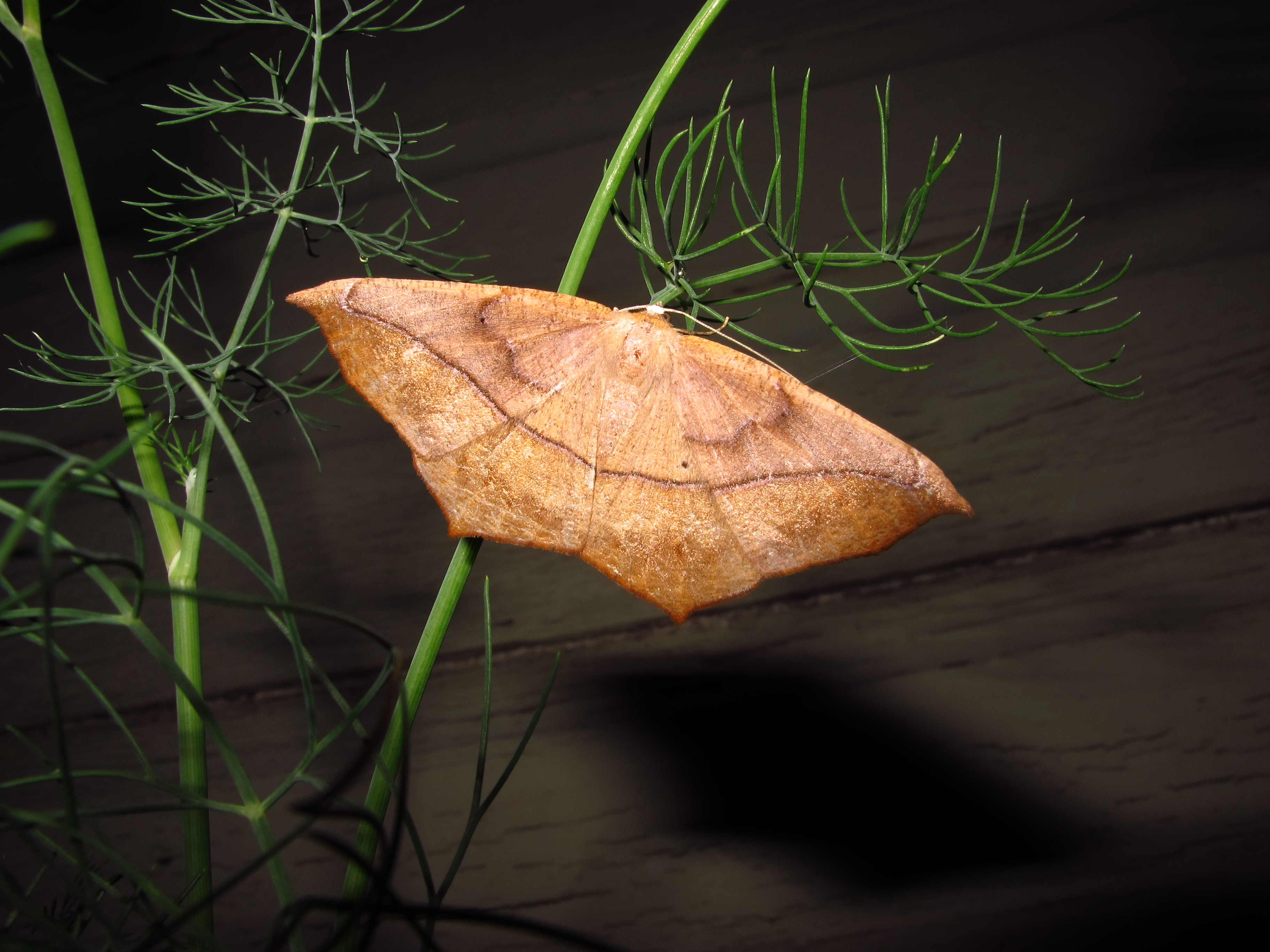